# La Neuveville
Pour les articles homonymes, voir Laneuveville.
La Neuveville est une commune suisse du canton de Berne, située dans l'arrondissement administratif du Jura bernois.
Ce village médiéval avait le statut de ville grâce à l'accord sur les vieilles villes (Stadtrecht) et il fait partie de l'Union des villes suisses. Ce n'est cependant pas une ville au sens moderne de l'Office fédéral de la statistique.
La Neuveville est située aux abords du lac de Bienne, et au pied du Chasseral. Son altitude minimale est le lac de Bienne à 429 mètres et son altitude maximale est au lieu-dit « Sur la Roche » à 926 mètres.

## Histoire

Photo aérienne (1949).

De 1797 à 1815, La Neuveville a fait partie de la France, au sein du département du Mont-Terrible, puis, à partir de 1800, du département du Haut-Rhin, auquel le département du Mont-Terrible fut rattaché. Par décision du congrès de Vienne, le territoire de l'ancien évêché de Bâle fut attribué au canton de Berne, en 1815.

## Correction des eaux du Jura et villages lacustres
La première Correction des eaux du Jura (1868-1878) provoque d’importants changements pour les communes riveraines du lac de Bienne. D’une part, l’abaissement du niveau du lac met fin aux inondations périodiques. D’autre part, la pression de l’eau sur les rives s’affaiblit, ce qui entraîne des effondrements à La Neuveville. De nouveaux terrains cultivables, appelés levées, font leur apparition entre la vieille ville et le lac sur une largeur d’environ 300 mètres.
Sur les rives asséchées, on voit apparaître les restes de villages lacustres qui, jusque-là, se trouvaient plusieurs mètres sous l’eau. La station lacustre de Chavannes est d'une très grande importance. Elle livre un outillage primitif remarquable.
Les riverains du lac amènent alors au marché de La Neuveville des objets trouvés où ils les écoulent à bon prix. La demande est si importante que certains fabriquent des contrefaçons. Les autorités bernoises sévissent en 1873 et interdisent le ramassage d’objets antiques.
Un médecin de La Neuveville, Victor Gross, dirige plusieurs fouilles. À la station de Vingras (Wingreis), il découvre un spécimen de pirogue lacustre, conservé au Musée local. Cette pirogue, en bois de chêne, diffère des autres pirogues retrouvées par son arrière de forme carrée et non arrondie, et par son avant orné d'un prolongement en forme d'éperon. Plusieurs archéologues de grande renommée se déplacent pour étudier les collections de l’érudit neuvevillois. Le rachat de la collection lacustre de Victor Gross est à l’origine de la fondation du Musée national suisse.

## Politique

### Organisation
La Neuveville est dotée d'un exécutif, nommé conseil municipal et comptant sept membres, et d'un législatif, nommé conseil général et comptant trente-cinq membres. Tous les deux sont élus au suffrage universel pour une législature de quatre ans. Le Conseil général a été instauré en 1972. Avant cela, une Assemblée rassemblant tous les citoyens de la commune exerçait les fonctions législatives.

### Liste des maires de La Neuveville
| Période                                  | Période  | Identité                 | Étiquette    | Qualité                                   |
| ---------------------------------------- | -------- | ------------------------ | ------------ | ----------------------------------------- |
| Les données manquantes sont à compléter. |          |                          |              |                                           |
| 1552                                     | 1574     | Jehan Hymer le jeune     |              | Receveur épiscopal                        |
| 1741                                     | 1745     | David Imer               |              |                                           |
| 1761                                     | 1777     | David Imer               |              |                                           |
| 1777                                     | 1783     | Samuel Imer              |              |                                           |
| 1909                                     | 1917     | Paul Imer                |              | Avocat                                    |
| 1917                                     | 1923     | Théodore Moeckli         | PRD          | Instituteur                               |
| 1923                                     | 1932     | Georges Hirt             |              |                                           |
| 1932                                     | 1942     | Maurice Moeckli-Cellier  |              | Proviseur enseignant                      |
| 1942                                     | 1944     | Frédéric Imhof           | PAB          | Administrateur postal                     |
| 1945                                     | 1948     | André Gross-Schmidt      | PAB          | Représentant de profession                |
| 1949                                     | 1964     | Frédéric Imhof           | PAB          | Administrateur postal                     |
| 1964                                     | 1972     | Paul Andrey              | PAB          | Entrepreneur                              |
| 1972                                     | 1984     | Charles Marty            | PRD          | Peintre                                   |
| 1985                                     | 1989     | Otto Stalder             | PRD          | Professeur d'enseignement                 |
| 1989                                     | 2000     | Jacques Hirt             | Forum        | Directeur du Collège de district          |
| 2001                                     | 2008     | Raymonde Bourquin        | PRD          | Employée de commerce                      |
| 2009                                     | 2020     | Roland Matti             | PRD puis PLR |                                           |
| 2021                                     | 2024     | Catherine Frioud Auchlin | Forum        | Économiste, cheffe d'entreprise           |
| 2025                                     | en cours | Luca Longo               | PLR          | Master en politique et management publics |

### Conseil du Jura bernois
La Neuveville (en allemand Neuenstadt) est le siège du Conseil du Jura bernois, premier parlement régional de Suisse. Cet organe est destiné à traiter certaines affaires (notamment liées à la culture et à l'instruction publique) relatives au Jura bernois, la région francophone du canton de Berne. Ses 24 membres sont élus par la population du Jura bernois pour une législature de quatre ans.

## Ecoles

### Progymnase/Collège de District
L’ouverture solennelle du Progymnase de La Neuveville se déroule le 4 mai 1846. Elle découle d’une décision du Conseil-exécutif du canton de Berne de doter le Jura protestant d’un établissement préparant les jeunes gens aux études gymnasiales. Jusque-là, ces derniers devaient soit suivre un enseignement en allemand à Bienne, soit se rendre à Delémont ou à Porrentruy. La Bourgeoisie assume une grande part du financement de la nouvelle école. Durant les années 1850, le Progymnase compte Albert Gobat parmi ses élèves. Après l’ouverture d’écoles secondaires à Saint-Imier et à Moutier, l’établissement neuvevillois perd de son importance régionale. Il s’ouvre alors à de jeunes confédérés et étrangers souhaitant apprendre la langue française. En 1881, le futur prix Nobel de littérature Carl Spitteler y accepte un poste de professeur de langues classiques et d'allemand,. En 1912, le Progymnase fusionne avec l’École secondaire de jeunes filles. En 1972, il prend possession de ses nouveaux locaux au chemin des Prés-Güetins et devient le Collège de district.

### L’Ecole supérieure de commerce (ESC)
En 1912, lorsque l'Ecole secondaire des jeunes filles est rattachée au Progymnase, sa section commerciale devient l’Ecole de commerce. Cette classe avait été créée pour accueillir des élèves provenant de Suisse alémanique qui souhaitent se perfectionner dans la langue française, tout en recevant une bonne formation commerciale. En 1937, l'Ecole est reconnue par la Confédération comme école professionnelle au sens de la loi fédérale. Elle continue à réunir des étudiants romands et alémaniques qui suivent leurs études en français. Parmi eux figure notamment Adolf Ogi. À partir de 2009, l'ESC propose des cursus comprenant une immersion linguistique en anglais.

## Transports
La Neuveville se situe sur la ligne ferroviaire Bienne-Lausanne, elle possède un port d'embarquement pour les bateaux du lac de Bienne, et une ligne de bus la relie au plateau de Diesse.

## Monuments

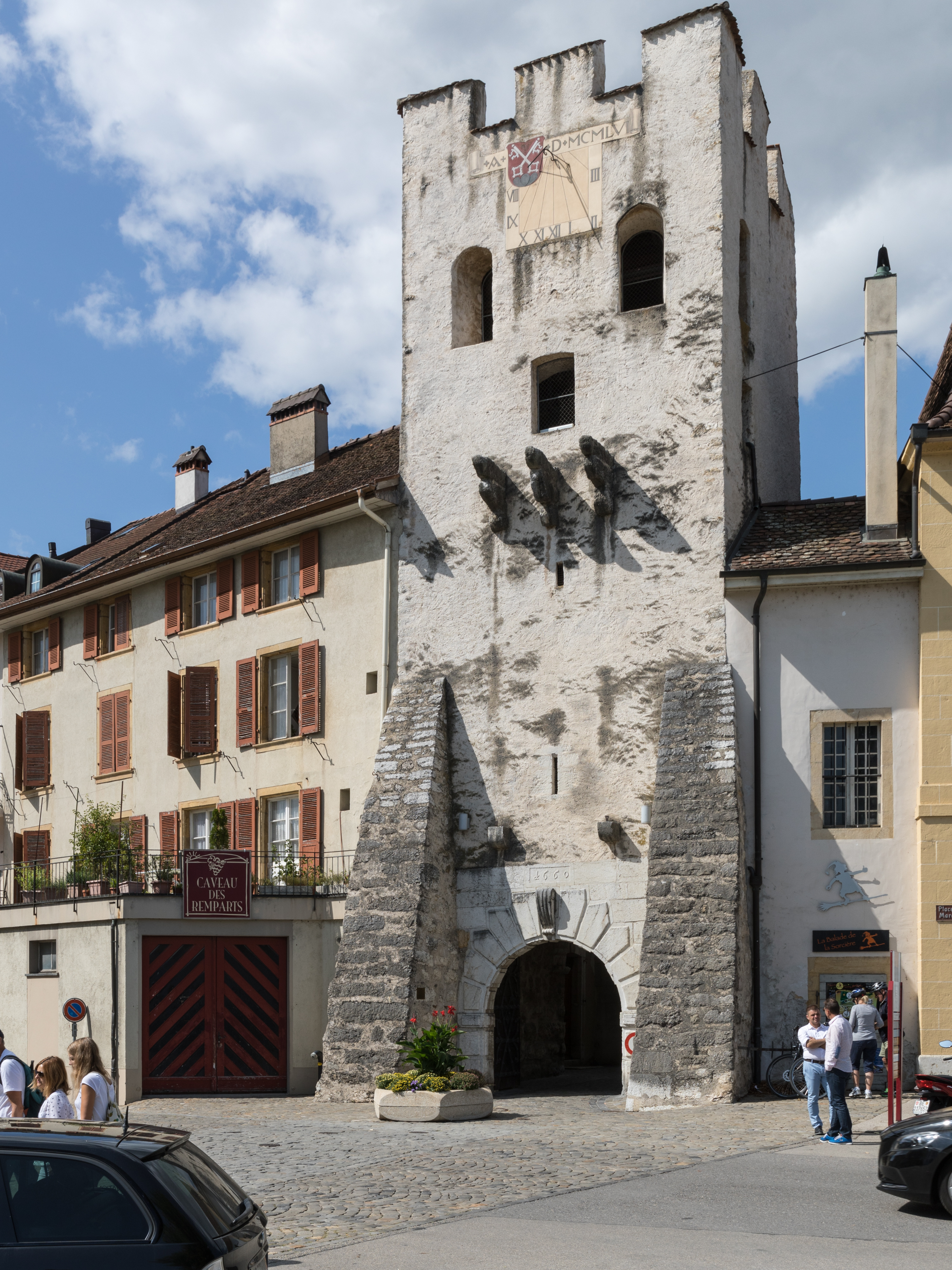
Tour de Rive.

- Le château du Schlossberg, construit de 1283 à 1288 par le prince-évêque de Bâle
- Les murs de la ville
- Les tours de défense militaires
- La Blanche-Église, construite au VIIe siècle et rénovée en 1984, avec des fresques des XIVe et XVe siècles
- L’hôtel de ville, qui abrite les collections du Musée d’art et d'histoire
- Le musée de la vigne du lac de Bienne à Chavannes
- La maison de Gléresse
- Les Épancheurs, centre culturel rénové en 1995, salle de cinéma ou de théâtre de 181 places

## Tourisme
On visite à La Neuveville : la vieille ville, la plage et le port de plaisance.
La localité fait partie de l'association Les plus beaux villages de Suisse depuis 2016.

## Culture
- Cinéma de La Neuveville, situé dans le bâtiment des Épancheurs
- Café théâtre de la Tour de Rive, dans l'ancien Temple
- SWISSPIRIT - véhicule solaire
- Musée d'art et d'histoire de La Neuveville

## Manifestations
- Animations de la zone piétonne, en été
- Cinéma open-air, au cœur de la vieille ville, au mois de juillet
- Fête du vin, le 2e week-end du mois de septembre
- Course des Pavés, organisée par la FSG La Neuveville le dernier week-end de novembre

## Personnalités liées à la commune
- Mario Annoni (1954-)[28], homme politique
- Carl Spitteler (1845-1924), écrivain
- Florian Imer (1898-1981), avocat né à La Neuveville
- Jean Preudhomme (1732-1795), artiste peintre
- Jules Gilliéron (1854-1926), linguiste
- Jean-Pierre Egger, entraîneur sportif
- Cyprien Revel[29], homme politique[22]